# Brachyglossula boliviensis
Brachyglossula boliviensis là một loài Hymenoptera trong họ Colletidae. Loài này được Vachal mô tả khoa học năm 1901.